# Cabane Rambert
Die Cabane Rambert ist ein alpines Schutzhaus in den Waadtländer Alpen. Sie liegt südöstlich des Grand Muverans an dessen Fuss in einer Höhe von 2580 m ü. M. im Schweizer Kanton Wallis. Besitzer der Hütte ist die in Lausanne ansässige Sektion Diablerets des Schweizer Alpen-Clubs (SAC).

## Geschichte
Ein Vorgängerbau aus Holz stammte aus dem Jahr 1895, er wurde 1920 auf 44 Plätze vergrössert. Die Hütte in ihrer heutigen Form wurde 1952 erbaut.
Die Rambert-Hütte trägt den Namen eines langjährigen Präsidenten des Schweizerischen Alpenclubs, nämlich jenen des Literaturprofessors Eugène Rambert (1830–1886). Es ist eine Seltenheit, dass eine Schweizer Hütte nach einer Person benannt wurde. Andere Beispiele dafür sind die Topali- und die Jenatsch-Hütte.

## Aufstieg
Der kürzeste Aufstieg zur Hütte beginnt in Ovronnaz und dauert etwa 3½ Stunden.

## Übergänge
Die Cabane Rambert ist eine Station auf der Tour des Muverans, auf der in 4 oder 5 Tagesetappen Grand und Petit Muveran umrundet werden.

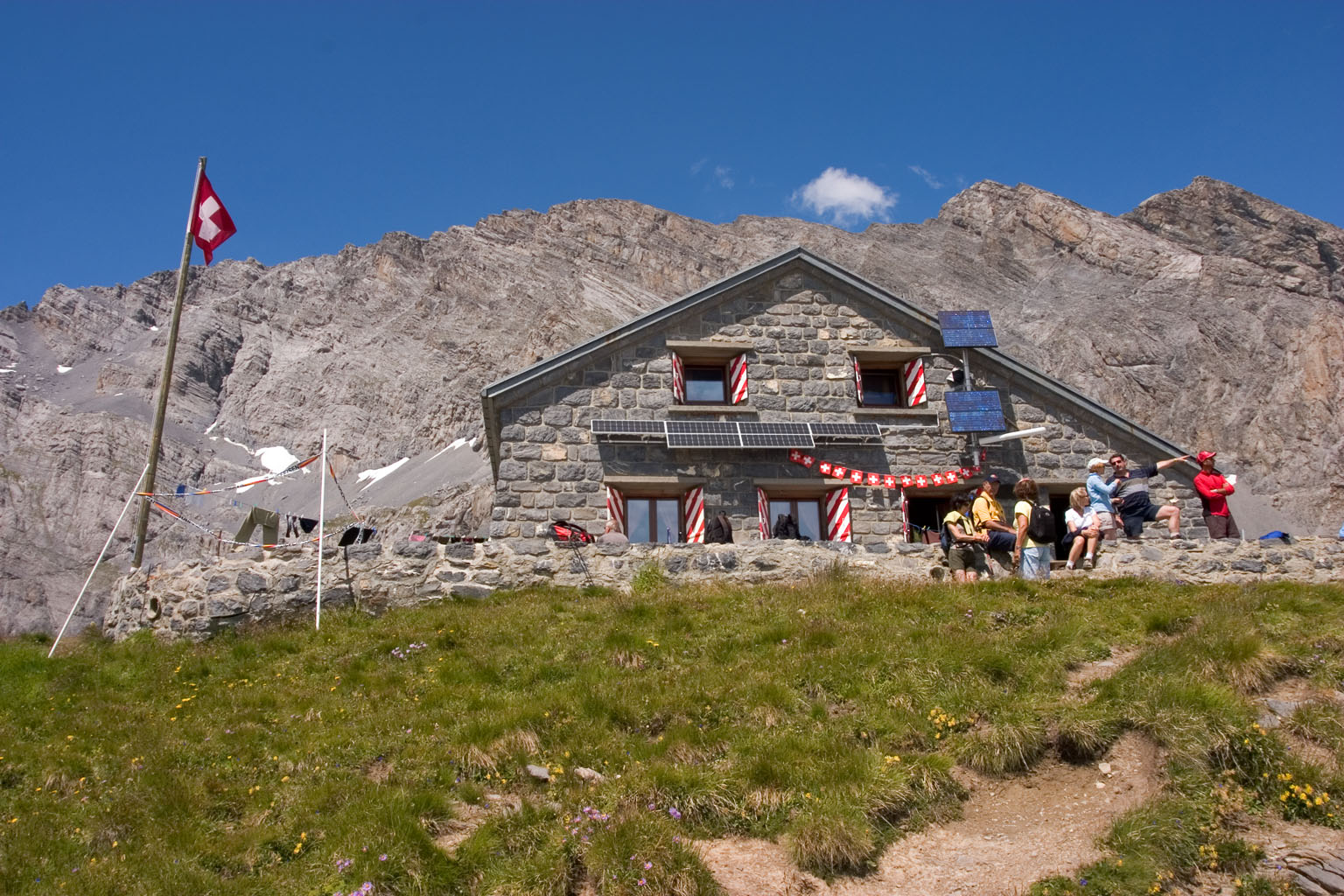
Die Hütte von unten
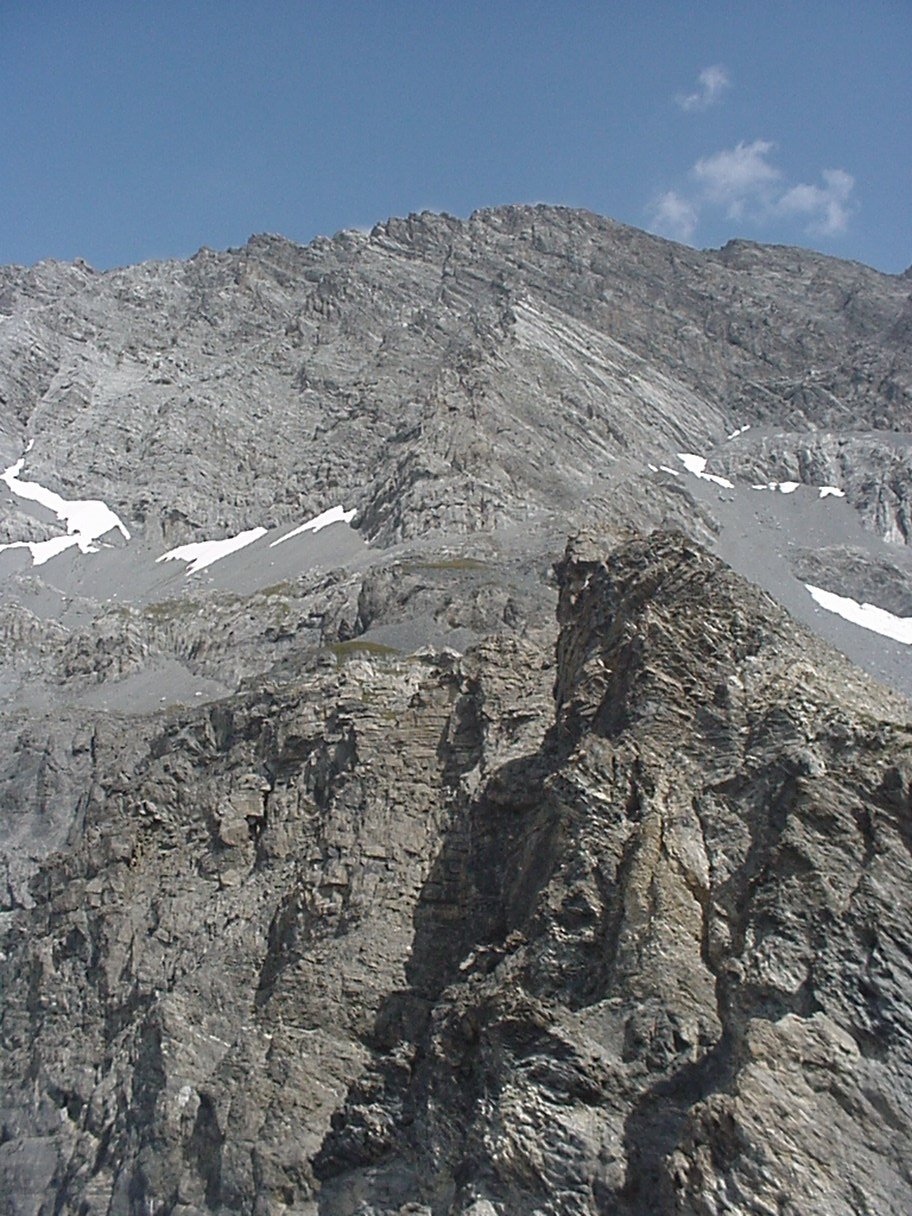
Blick von der Hütte zum Grand Muveran
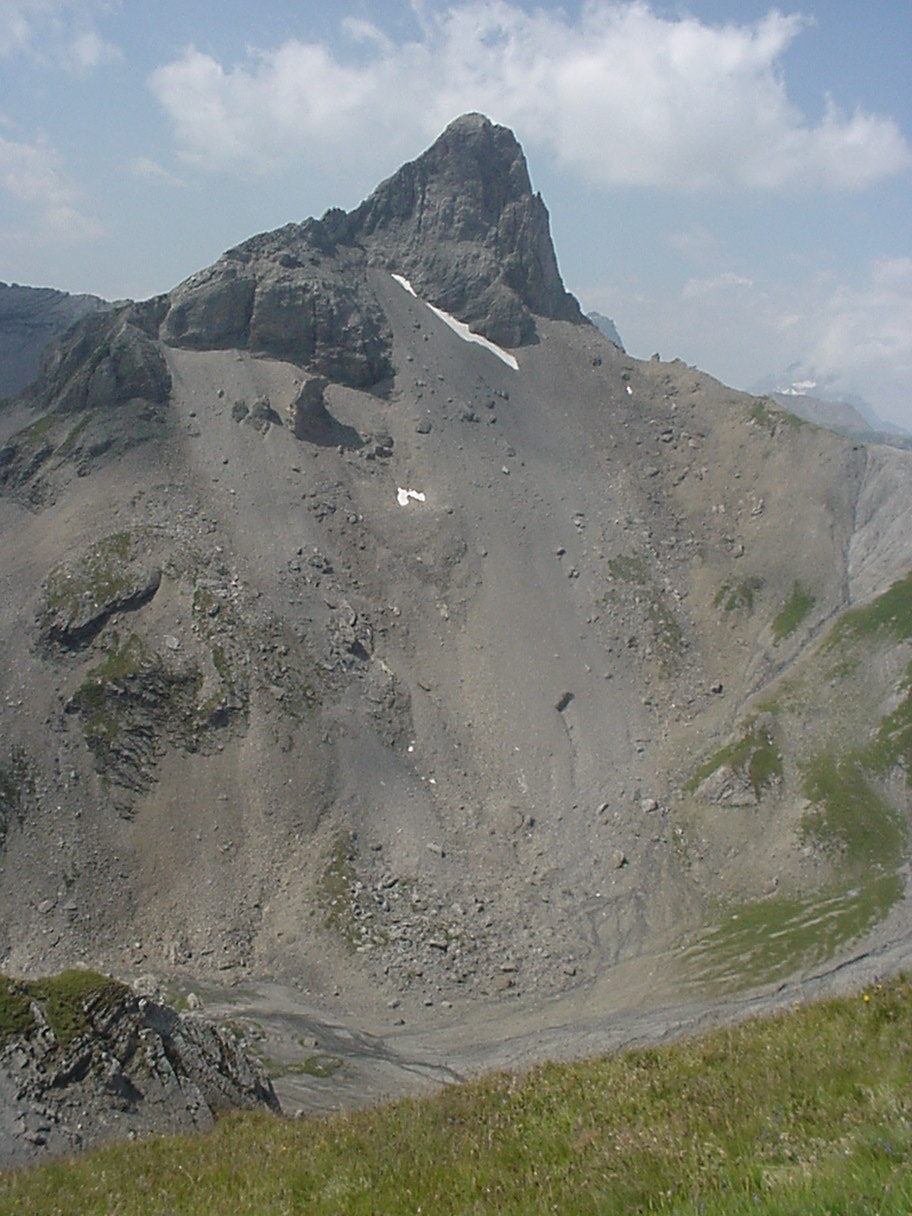
Blick von der Hütte zum Petit Muveran